# 何挺
何挺（1962年2月—），山东荣成人，中华人民共和国公安机关人民警察高级警官，副总警监警衔。西南政法学院1979级刑侦系刑事侦察专业毕业。

## 生平

### 公安部
1983年进入公安部刑事侦察局工作，从一名普通干部做起，历任特大案件侦察协调处科员、副主任科员、主任科员、副处长，反恐怖处处长，助理巡视员等职。1996年升任公安部刑事侦察局（后更名为“刑事侦查局”）副局长，2002年至2003年任公安部反恐怖局局长，后任公安部刑事侦查局局长至2007年。在公安部期间，何挺曾参与多起大要案的侦破，白云机场劫机案、千岛湖事件、2001年北京西客站劫持人质案件等。

### 地方历练
2007年，改任甘肃省人民政府省长助理兼甘肃省公安厅党委书记、厅长。在甘肃任职期间，曾参与处置陇南市行政中心搬迁问题引发的严重骚乱。2008年，改任青海省人民政府省长助理，青海省公安厅党委书记、厅长。2009年，升任青海省人民政府副省长兼青海省公安厅党委书记、厅长。

### 入渝任职
2012年3月14日，重庆市人大常委会免去王立军的职务，任命何挺为重庆市人民政府副市长兼重庆市公安局局长。
2012年3月26日，重庆市人民政府办公厅公布副市长何挺的分工：
|  | 副市长何挺 分管的工作：公安、国安、司法、信访、政府维稳工作。 分管的部门（单位）：市公安局、市国安局、市司法局、市信访办、市监狱管理局、市劳教局；联系市高法院、市检察院、武警重庆总队。 |

### 落马
2017年4月初，香港《星岛日报》报道，何挺正接受调查。6月，重庆市政府网站已撤下副市长何挺的简历。6月16日，重庆市四届人大常委会第37次会议决定免去何挺的重庆市人民政府副市长、市公安局局长职务。
2017年10月9日，中央纪委监察部网站发布消息：重庆市政府原党组成员、副市长，市公安局原党委书记、局长何挺同志违反党的多项纪律和规定，决定给予其开除党籍、行政撤职处分，由副部级降为副处级非领导职务，提前退休，收缴违纪所得。此时距离他最后一次在2017年3月23日举行的重庆市食品安全工作电视电话会议上公开露面已经过去了200天。

## 丑闻

### 重庆表叔事件
有中国网友及多家海外媒体爆料称，重庆原公安局长王立军的继任者何挺，在不同场合佩戴各种名表，总价值高达几十万。网友称其为“新一代表叔”，或“新表叔”。目前，“何挺”、“表叔”等词已被百度、新浪微博等各大网络服务提供者屏蔽。